# Baccharis erosoricola
Baccharis erosoricola es una especie de planta fanerógama de la familia Asteraceae. El epíteto específico deriva de erosorium= "lugar en el que se lleva a cabo la erosión", y cola= "habitante de". Alude a la circunstancia de que la planta en cuestión prospera de manera preferencial, o quizá exclusiva, en terrenos afectados por una intensa erosión edáfica.

## Clasificación y descripción de la especie
Herbácea, perenne o subarbustiva, rizomatosa, frecuentemente rastrera, a veces erecta, hasta de 25 cm de largo. Tallos provistos de glándulas a veces tan notables que parecen vestigios de pelos; hojas caducas, sésiles, angostamente oblongas a linear oblanceoladas, de 1.6 cm de largo y 4 mm de ancho, de ápices agudos, cerradas o dentadas en el margen, con numerosas glándulas, sobre todo en la superficie del envés; cabezuelas solitarias y terminales, las masculinas en los extremos de ramas largas, cortamente pedunculadas, el involucro campanulado (con forma de campana) de 4 a 6 mm de largo, sus brácteas 20 a 30, glabras. Flores alrededor de 25, corolas de más o menos 4 mm de largo, moradas o rojizas en el limbo, ramas del estilo separadas, ovario abortivo y glabro; cabezuelas femeninas por lo general en los extremos de ramillas cortas, con el involucro angostamente campanulado, con 25 a 35 brácteas glabras, similares a las de las cabezuelas masculinas, flores alrededor de 25, corolas de 5 a 8 mm de largo, rojizas, aquenios oblongos, de 3 a 3.5 mm de largo, glabros; vilano de 90 a 150 cerdas blancas o amarillentas.

## Distribución de la especie
Se localiza en México. Las especies rastreras dentro del género viven en la región andina alta, y esta especie en Norteamérica. Hasta ahora es la única especie con la forma biológica perenne rastrera.

## Ambiente terrestre
Vive en terrenos fuertemente erosionados y perturbados.

## Estado de conservación
No se encuentra bajo ninguna categoría de riesgo en las normas mexicanas e internacionales (Norma Oficial Mexicana 059).